# 訃報 2015年8月
訃報 2015年8月（ふほう 2015ねん8がつ）では、2015年8月に物故した、又は物故が報じられた人物についてまとめる。

## (1日 - 15日)

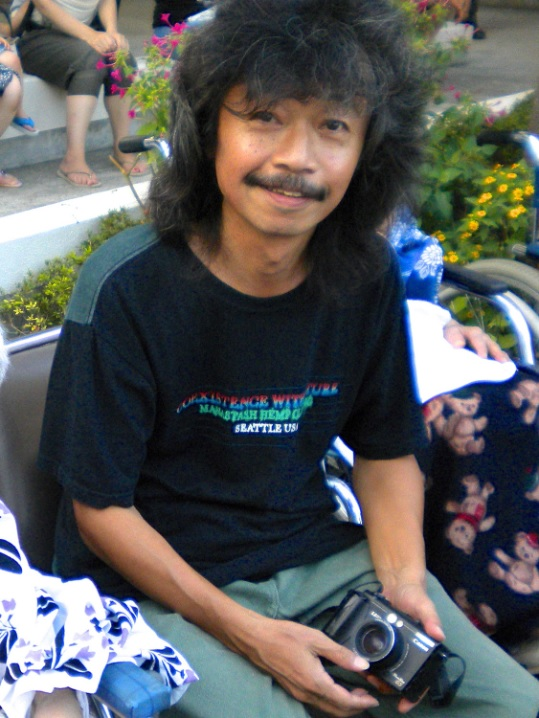
小川銀次／8月2日没

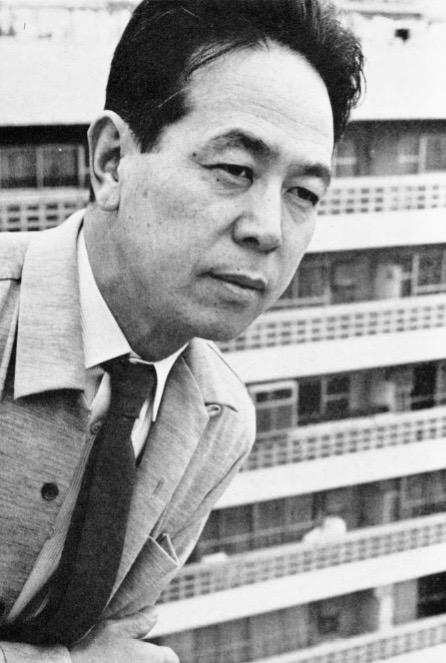
阿川弘之／8月3日没

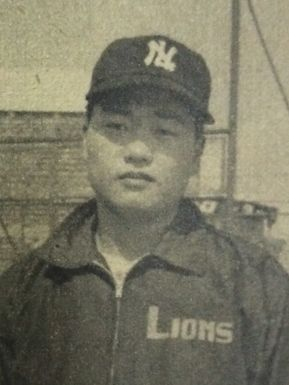
西村貞朗／8月3日没

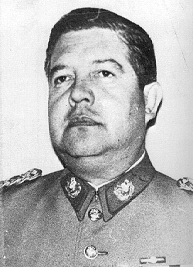
マヌエル・コントレラス／8月7日没

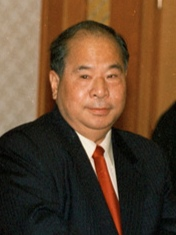
尉健行／8月7日没

- 8月1日 - 玉城栄一、日本の政治家、元公明党衆議院議員（* 1934年）[1]
- 8月1日 - シュテファン・ベッケンバウアー（ドイツ語版）、ドイツのサッカー選手（* 1968年）[2]
- 8月2日 - 出口裕弘、日本の作家、フランス文学者（* 1928年）[3]
- 8月2日 - 岡本康雄、日本の経営学者、東京大学名誉教授（* 1931年）[4]
- 8月2日 - 小野金夫、日本の実業家、タイホウコーポレーション会長、元全日本遊技事業協同組合連合会理事長（* 1935年）[5]
- 8月2日 - 小川銀次、日本のギタリスト（* 1956年）[6]
- 8月2日 - 鈴木健士、日本の音楽プロデューサー（* 1961年）[7]
- 8月3日 - 阿川弘之、日本の小説家、随筆家（* 1920年）[8]
- 8月3日 - コリーン・グレイ（英語版）、アメリカ合衆国の女優（* 1922年）[9]
- 8月3日 - 山口鶴男、日本の政治家、元日本社会党衆議院議員、第15代総務庁長官（* 1925年）[10]
- 8月3日 - 三浦文夫、日本の社会福祉学者、日本社会事業大学名誉教授、元学長（* 1928年）[11]
- 8月3日 - 西村貞朗、日本のプロ野球選手（投手）【西鉄ライオンズ所属】（* 1934年）[12]
- 8月3日 - 田村すず子、日本の言語学者、早稲田大学名誉教授（* 1934年）[13]
- 8月4日 - 本村義雄、日本の童話の語り部（* 1929年）[14]
- 8月4日 - 中村政則、日本の歴史学者、一橋大学名誉教授（* 1935年）[15]
- 8月4日 - 菅原やすのり、日本の歌手（* 1945年）[16]
- 8月4日 - 天野尚、日本の写真家、競輪選手（* 1954年）[17]
- 8月5日 - 堤新三、日本の実業家、元三井物産副社長（* 1915年）[18]
- 8月5日 - ジョージ・コール（英語版）、イギリスの俳優（* 1925年）[19]
- 8月5日 - 近藤和議、日本の裁判官、元東京高裁部総括判事（* 1931年）[20]
- 8月5日 - 丹野章、日本の写真家（* 1925年）[21]
- 8月5日 - 小柳津健、日本の実業家、元中日新聞社取締役北陸本社代表、元石川テレビ放送社長（* 1931年）[22]
- 8月5日 - 花紀京、日本の俳優、お笑い芸人、元吉本新喜劇劇団員（* 1937年）[23]
- 8月5日 - 児玉広志 - 日本の競輪選手（* 1969年）[24]
- 8月6日 - 窪川健造、日本の映画監督（* 1930年）[25]
- 8月6日 - 櫻田真人、日本の政治家、北海道北見市長、元北見市議会議員（* 1963年）[26]
- 8月7日 - マヌエル・コントレラス、チリの軍人、元国家情報局（スペイン語版）長官（* 1929年）[27]
- 8月7日 - 尉健行、中国の政治家、元中国共産党中央政治局常務委員（* 1931年）[28]
- 8月8日 - 下谷昌久、日本の実業家、元大阪ガス副社長、元オージス総研会長（* 1935年?）[29]
- 8月9日 - 香川俊介、日本の官僚、第11代財務事務次官（* 1957年）[30]
- 8月10日 - 小川千恵、日本の僧侶、高山寺山主（* 1929年）[31]
- 8月10日 - 山田明爾、日本の仏教学者、龍谷大学名誉教授（* 1935年）[32]
- 8月10日 - 秦野嘉王、日本の芸能プロモーター、オフィスAtoZ社長（* 1946年）[33]
- 8月11日 - 加賀谷誠一、日本の実業家、元フジクラ社長（* 1925年?）[34]
- 8月12日 - 小林政弘、日本の実業家、元NTN副社長（* 1929年?）[35]
- 8月12日 - 多賀信之、日本の実業家、元日本甜菜製糖社長（* 1932年?）[36]
- 8月12日 - 綱島滋、日本の工学者、名古屋大学名誉教授（* 1945年）[37]
- 8月13日 - 坂本登志子、日本のアナウンサー【NHK、毎日放送所属】、大阪芸術大学芸術学部放送学科教授（* 1920年）[38]
- 8月13日 - 飯塚道正、日本の実業家、ジュンテンドー創業者（* 1930年）[39]
- 8月13日 - 木田安彦、日本の画家（* 1944年）[40]
- 8月13日 - 相原慎吾、日本のお笑い芸人（* 1984年）[41]
- 8月15日 - 小島静馬、日本の政治家、元自由民主党衆議院議員・参議院議員（* 1928年）[42]
- 8月15日 - 伊藤菊雄、日本のプロ野球スカウト、元読売ジャイアンツスカウト部長（* 1935年）[43]

## (16日 - 31日)

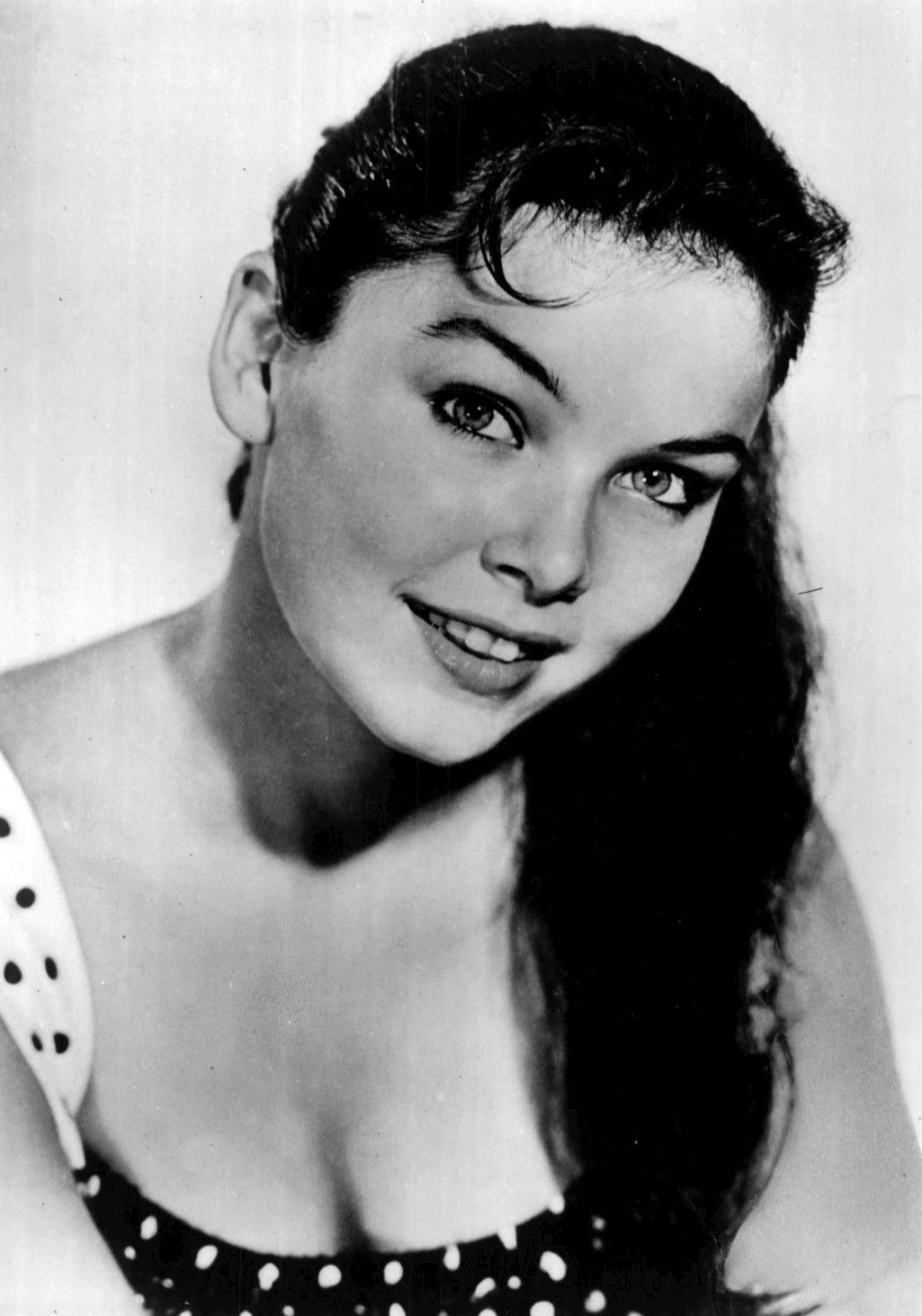
イヴォンヌ・クレイグ／8月17日没

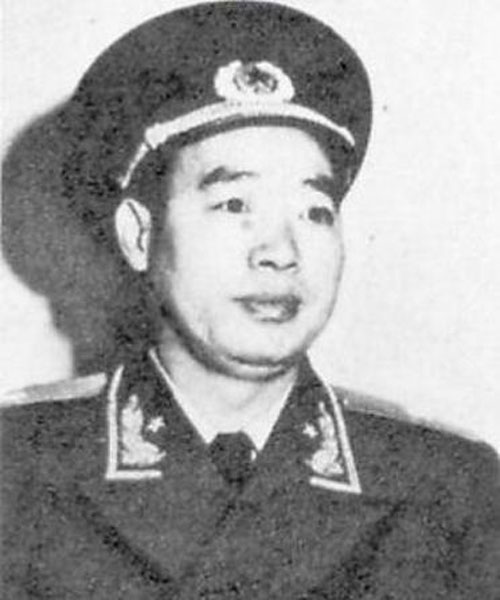
汪東興／8月21日没

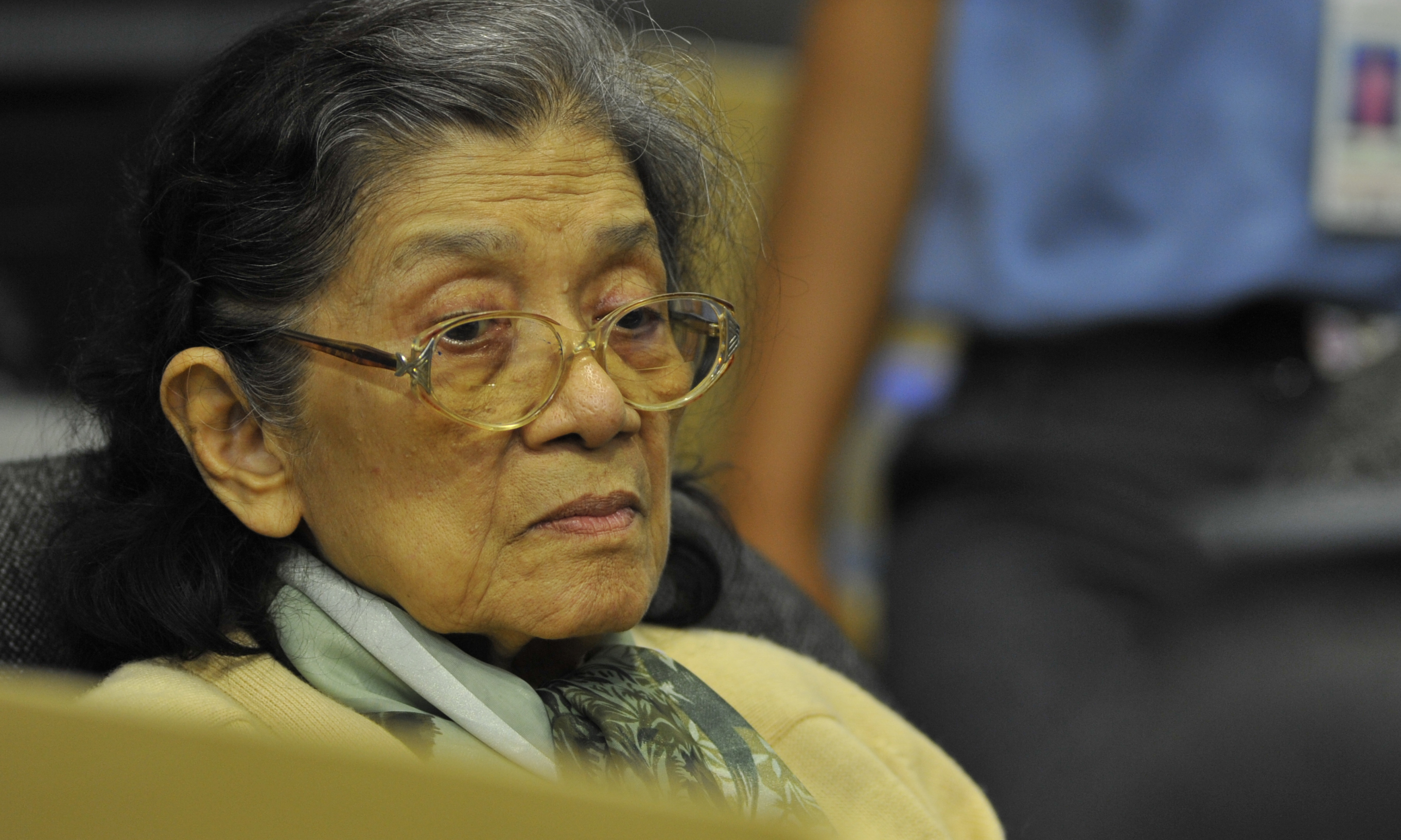
イエン・チリト／8月22日没

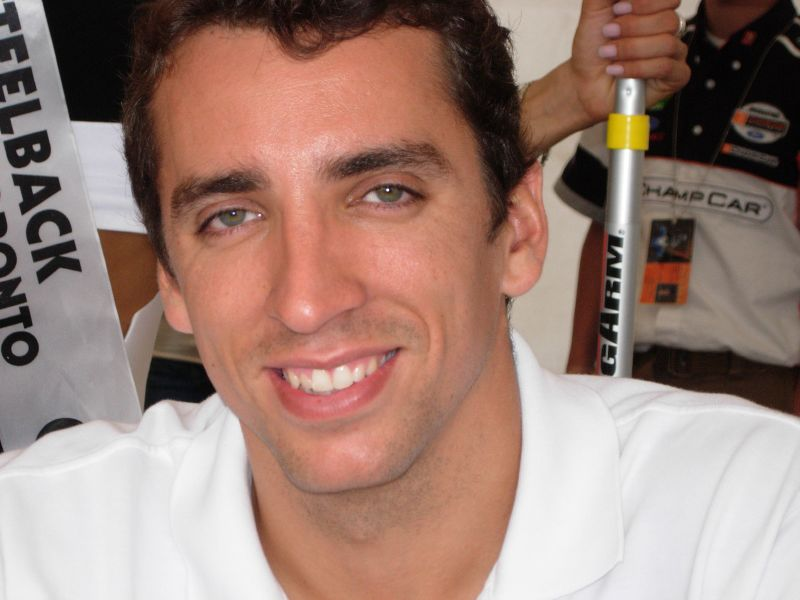
ジャスティン・ウィルソン／8月24日没

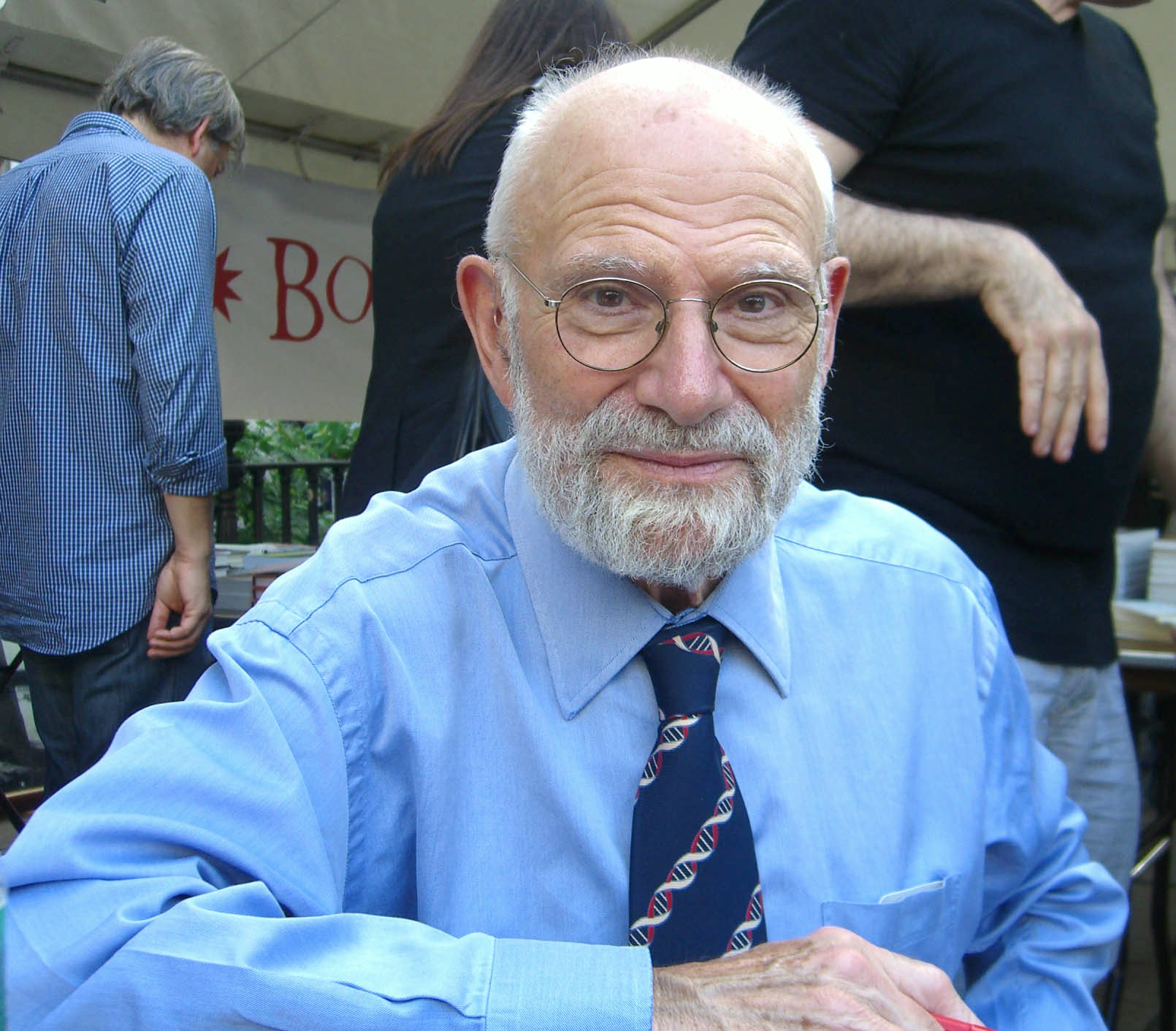
オリバー・サックス／8月30日没

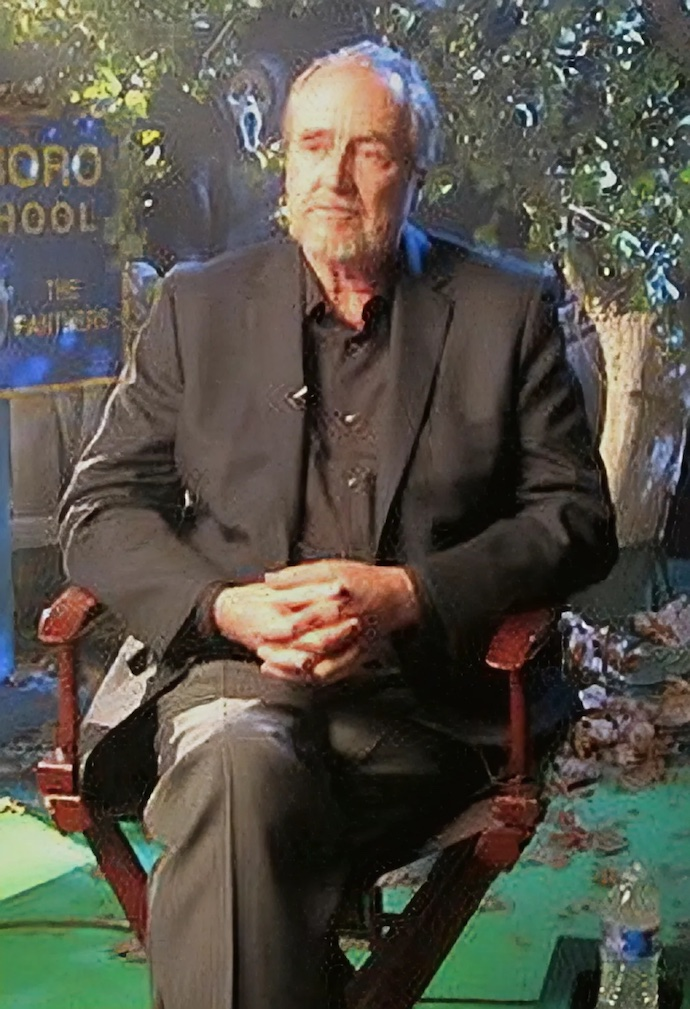
ウェス・クレイヴン／8月30日没

- 8月16日 - 奥成達、日本の詩人、ジャズ評論家、著述家、漫画原作者、編集者、作詞家、トランペット奏者（* 1942年）[44]
- 8月17日 - 柳原良平、日本のイラストレーター（* 1931年）[45]
- 8月17日 - イヴォンヌ・クレイグ、アメリカ合衆国の女優（* 1937年）[46]
- 8月18日 - 東川孝、日本の政治家、前北海道千歳市長（* 1934年）[47]
- 8月18日 - 紺野比奈子、日本の漫画家（* ?年）[48]
- 8月19日 - 大嶺俊順、日本の映画監督（* 1934年）[49]
- 8月19日 - 加藤煌雪、日本の書家、毎日書道会評議員（* 1949年）[50]
- 8月19日 - 速水翼、日本の漫画家（* ?年）[51]
- 8月20日 - 美里英二、日本の大衆演劇俳優（* 1941年）[52]
- 8月20日 - 岩永惠、日本のテレビプロデューサー、元シンエイ動画社長（* 1945年）[53]
- 8月20日 - 秋永正広、日本の物理学者、福岡教育大学名誉教授（* 1950年）[54]
- 8月21日 - 汪東興、中国の政治家、元中国共産党中央委員会副主席（* 1916年）[55]
- 8月21日 - 座馬井邨、日本の書家、読売書法会参事（* 1916年）[56]
- 8月21日 - 三上満、日本の教育評論家（* 1932年）[57]
- 8月21日 - 森田康生、日本の政治家、前高知県土佐市長（* 1935年）[58]
- 8月22日 - 北原篁山、日本の尺八奏者（* 1925年）[59]
- 8月22日 - イエン・チリト、カンボジアの政治家、元社会問題相（* 1932年）[60]
- 8月22日 - 児玉洋二、日本の実業家、元山九副社長（* 1937年?）[61]
- 8月23日 - 森シノ、日本の世界最高齢アナウンサー、天草テレビアナウンサー（* 1903年）[62]
- 8月23日 - 保田克己、日本の実業家、元住友林業社長（* 1913年）[63]
- 8月23日 - 鈴木瞭五郎、日本の自衛隊員、航空自衛隊航空総隊司令官（* 1920年）[64]
- 8月23日 - 大谷邦夫、日本の銀行家、元德陽シティ銀行頭取（* 1924年）[65]
- 8月23日 - 北見マキ、日本のマジシャン（* 1940年）[66]
- 8月24日 - 秋田Aスケ、日本の漫才師、秋田Aスケ・Bスケのメンバー（* 1922年）[67]
- 8月24日 - 西岡久雄、日本の経済学者、元青山学院大学学長（* 1926年）[68]
- 8月24日 - ジャスティン・ウィルソン、イギリスのレーシングドライバー（* 1978年）[69]
- 8月25日 - 塩野谷祐一、日本の経済学者、元一橋大学学長（* 1932年）[70]
- 8月25日 - 先山昭夫、日本の政治家、元奈良県香芝市長（* 1939年?）[71]
- 8月25日 - 井上輝夫、日本のフランス文学者、詩人、慶應義塾大学名誉教授（* 1940年）[72]
- 8月25日 - 篠原征子、日本のアニメーター（* ?年）[73]
- 8月27日 - 諸里正典、日本の政治家、元新潟県十日町市長（* 1937年?）[74]
- 8月27日 - DJ Deckstream、日本のDJ、トラックメイカー（* 1977年）[75]
- 8月28日 - 水谷清吉、日本の実業家、文渓堂名誉会長（* 1922年）[76]
- 8月28日 - 小林昭仁、日本の野球指導者、元専修大学、拓殖大学監督（* 1929年）[77]
- 8月29日 - 土倉保、日本の数学者、東北大学名誉教授（* 1922年）[78]
- 8月29日 - 松成博茂、日本の実業家、元川崎汽船社長（* 1926年）[79]
- 8月29日 - 昭和精吾、日本の俳優（* 1941年）[80]
- 8月30日 - バート・カミングス（英語版）、オーストラリアの競馬調教師（* 1928年）[81]
- 8月30日 - オリバー・サックス、イギリスの神経学者（* 1933年）[82]
- 8月30日 - ウェス・クレイヴン、アメリカ合衆国の映画監督（* 1939年）[83]
- 8月31日 - 河井正安、日本の実業家、元共和電業社長（* 1923年?）[84]
- 8月31日 - 志摩健介、日本の化学者、宮崎大学名誉教授（* 1935年?）[85]